# Mangdong Zhen
Mangdong Zhen (kinesiska: 芒东, 芒东镇) är en köping i Kina. Den ligger i provinsen Yunnan, i den sydvästra delen av landet, omkring 450 kilometer väster om provinshuvudstaden Kunming. Antalet invånare är 29 587. Befolkningen består av 13 796 kvinnor och 15 791 män. Barn under 15 år utgör 23,0 %, vuxna 15-64 år 69 %, och äldre över 65 år 7,0 %.
Genomsnittlig årsnederbörd är 1 537 millimeter. Den regnigaste månaden är juli, med i genomsnitt 402 mm nederbörd, och den torraste är januari, med 4 mm nederbörd.